# Kapten Nemo
För andra betydelser, se Nemo.

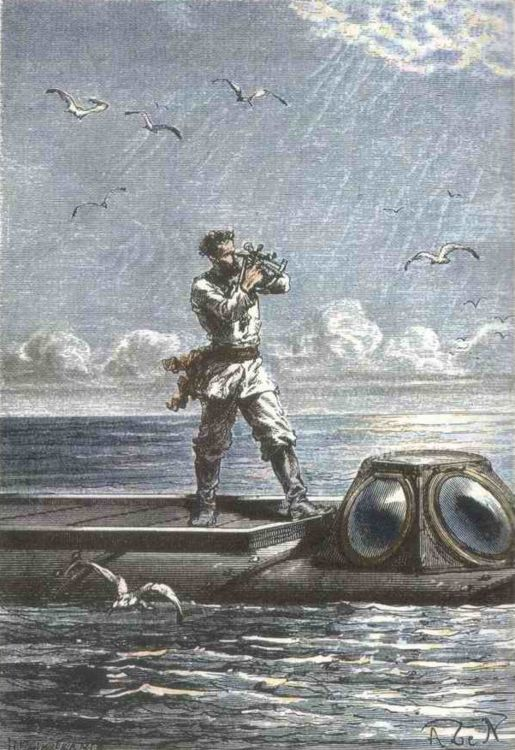
Illustration av Alphonse de Neuville för En världsomsegling under havet, föreställande Nemo.

Kapten Nemo är en romanfigur i Jules Vernes En världsomsegling under havet och Den hemlighetsfulla ön.
Nemo är latin och betyder ’'ingen’' men är också grekiska för jag gör rätt eller jag ger det som förtjänas. Han är ursprungligen indisk prins, Dakkar, som efter en större katastrof etablerat sig som kapten och självhärskare på sin ubåt Nautilus. Hans liv beskrivs i En världsomsegling under havet ur den ofrivillige gästen Professor Pierre Aronnax' ögon. Nemo lever ett kärvt, enkelt liv helt tillägnat vetenskap. Han har bland annat ett stort bibliotek och omger sig av en trogen skara anhängare från olika länder. För att kommunicera använder de sig av ett (troligen egentillverkat) mystiskt språk, men Nemo bemästrar även engelska, franska, tyska och latin. Han beskrivs som ett geni driven av en vilja att leva utanför samhället, avvisar människans lagar och upprörs av stormakter och deras övergrepp mot befolkningen i koloniala länder. Han antas ha omkommit sedan Nautilus slukats av  Moskenströmmen utanför Nordnorge, men hans verkliga öde – liksom hans förflutna – utvecklas först i Den hemlighetsfulla ön.
Nemo förekommer i en roman av Per Olov Enquist, nämligen Kapten Nemos bibliotek. Kapten Nemo förekommer även i den tecknade serien The League of Extraordinary Gentlemen.
Asteroiden 1640 Nemo har fått sitt namn efter denna fiktiva figur.

## Källhänvisningar
1. ↑  ”En världsomsegling under havet - Uppslagsverk - NE.se”. www.ne.se. https://www.ne.se/uppslagsverk/encyklopedi/l%C3%A5ng/en-v%C3%A4rldsomsegling-under-havet. Läst 27 juni 2020. [inloggning kan krävas]
2. ↑  Schmadel, Lutz D. (2007). Dictionary of Minor Planet Names – (1640) Nemo. Springer Berlin Heidelberg. sid. 130. ISBN 978-3-540-29925-7. https://link.springer.com/referenceworkentry/10.1007/978-3-540-29925-7_1641. Läst 24 augusti 2017